# Rhinospinosa
Rhinospinosa is een geslacht van kreeftachtigen uit de klasse van de Malacostraca (hogere kreeftachtigen).

## Soort
- Rhinospinosa demani (Balss, 1929)